# Министерство торговли и промышленности Египта
Министерство торговли и промышленности Египта отвечает за торговлю и промышленность в Египте. Штаб-квартира находится в Каире. Пост министра промышленности и внешней торговли был передан Самиру Эль-Саяду с 2011 года.